# 1987 DD6
1987 DD6 är en asteroid i huvudbältet som upptäcktes den 22 februari 1987 av den belgiske astronomen Henri Debehogne vid La Silla-observatoriet.